# Rudolf Busch (Kunsthistoriker)
Rudolf Busch (* 5. Oktober 1876 in Mainz; † 2. September 1956 ebenda) war ein deutscher Kunstsammler, Kunsthistoriker und Museumsdirektor.

## Leben
Rudolf Busch wurde 1876 als Sohn eines Mainzer Fabrikanten geboren. Nach der Schulzeit und der Ausbildung als Kaufmann war er zunächst als Fabrikant tätig. Gleichzeitig war er ein leidenschaftlicher Sammler alter Kunst. Im Ersten Weltkrieg auf die Produktion von Waffen konzentriert verlor er Ende 1918 sein Vermögen und seine Fabrik.
Nach dem Studium der Kunstgeschichte ab 1919 wurde er 1923 Bediensteter der Städtischen Gemäldegalerie in Mainz. 1933 wurde er als sogenannter „Halbjude“ aus dem Dienst entlassen. Er blieb in Mainz und schlug sich als Berater für verschiedene Firmen durch.
Nach dem Ende des Zweiten Weltkrieges wurde er durch den von den Amerikanern eingesetzten Oberbürgermeister Rudolph Walther (1891–1973) und auf Vorschlag von Michel Oppenheim (1885–1963) ab 1. Juni 1945 als Leiter der Städtischen Gemäldegalerie wieder eingesetzt. Hierzu gehörte auch das Altertumsmuseum und die Graphische Sammlung. Die Arbeit von Busch war in den ersten Jahren vor allem durch Aufräumarbeiten und Improvisation geprägt, da die Gebäude weitgehend zerstört und die Sammlungsbestände, soweit vorhanden, verstreut gelagert waren. Bereits 1947 gelang Busch die Ausrichtung einer großen Ausstellung zum aktuellen Kunstschaffen. In der Kunsthalle am Dom (heute Haus am Dom) wurden 215 Werke von 86 Künstlerinnen und Künstlern gezeigt.
Beim Beschuss seines Wohnhauses im Zweiten Weltkrieg wurde Busch verletzt. Er litt seit 1946 an der Parkinson-Erkrankung und wurde 1949 in den Ruhestand versetzt. Rudolf Busch starb im September 1956 in seiner Geburtsstadt Mainz.

## Veröffentlichungen (Auswahl)
- Gotische Häusermadonnen in Mainz. Koblenz 1924.
- Deutsches Chorgestühl in sechs Jahrhunderten. Hildesheim; Leipzig 1928.
- 1947: Neue Deutsche Kunst, Katalog der Ausstellung der Städtischen Gemäldegalerie, in der Kunsthalle am Dom, Mainz.